# Arteria gastrica sinistra
L'arteria gastrica sinistra, in anatomia umana, indica il più piccolo dei tre rami che formano il tripode celiaco, decorre lungo la piccola curvatura dello stomaco, accolta nello spessore del legamento epatogastrico e a questo livello si anastomizza con l'arteria gastrica destra che è un ramo dell'arteria epatica.

## Rami collaterali
L'arteria gastrica di sinistra, originata dal tripode celiaco fornisce rami esofagei, rami gastrici e rami per il legamento epato-gastrico.